# Antony Hamilton
Antony Hamilton Smith (Liverpool, 4 maggio 1952 – Los Angeles, 29 marzo 1995) è stato un attore e ballerino britannico naturalizzato australiano.

## Biografia
Anthony Hamilton nacque a Liverpool nel 1952 e, rimasto orfano a due settimane di vita, fu adottato dal militare australiano Donald Smith e dalla moglie Margaret, un'infermiera inglese. La famiglia si trasferì in Australia, dove Hamilton cominciò gli studi al Scotch College di Adelaide prima di vincere una borsa di studio per l'Australian Ballet School all'età di quindici anni. Dopo aver conseguito il diploma si unì all'Australian Ballet e danzò con la compagnia per due anni, inclusa una tournée internazionale in Europa e in Unione Sovietica. Durante il tour fu notato da un fotogiornalista russo che avviò la sua carriera come modello, durante cui posò spesso per Richard Avedon e Bruce Weber, apparendo in riviste come Vogue e GQ.
Parallelamente all'attività di modello, Hamilton cominciò a prendere lezioni di recitazione e nel 1984 ottenne il suo primo ruolo di rilievo, quello di Sansone nel film televisivo Samson e Delilah. Nello stesso anno ottenne il ruolo del protagonista nella serie Cover Up, rimpiazzando Jon-Erik Hexum dopo la morte improvvisa dell'attore. Gli ascolti della serie tuttavia precipitarono e Cover Up fu cancellato al termine della terza stagione, la prima con Hamilton come protagonista. A metà degli anni ottanta Hamilton era in trattativa per il ruolo di James Bond dopo che Roger Moore aveva lasciato il franchise, ma pare che il produttore Albert R. Broccoli non volesse un attore gay nel ruolo e Timothy Dalton ottenne la parte. Dopo aver recitato in ruoli minori in serie TV come Ai confini della realtà e nel film Jumpin' Jack Flash, nel 1988 ottenne il ruolo principale di Max Harte nella serie Il ritorno di Missione impossibile, in cui recitò per oltre trenta episodi nell'arco di due stagioni.
Hamilton morì per complicazioni legate all'AIDS nel 1995, all'età di 42 anni.

## Filmografia parziale

### Cinema
- Jumpin' Jack Flash, regia di Penny Marshall (1986)
- Il serpente d'oro (Mission Impossible: The Golden Serpent), regia di Don Chaffey (1989)

### Televisione
- Cover Up - serie TV, 14 episodi (1984-1985)
- I viaggiatori delle tenebre (The Hitchhiker) - serie TV, episodio 3x12 (1986)
- Ai confini della realtà (The Twilight Zone) - serie TV, episodio 2x6 (1986)
- Biancaneve a Beverly Hills (The Charmings) - serie TV, episodio 1x3 (1987)
- L.A. Law - Avvocati a Los Angeles (L.A. Law) - serie TV, episodio 2x1 (1987)
- Sonny Spoon - serie TV, episodio 1x7 (1988)
- Il ritorno di Missione impossibile (Mission: Impossible) - serie TV, 35 episodi (1988-1990)
- Palm Springs, operazione amore (P.S.I. Luv U) - serie TV, episodi 1x1 e 1x5 (1991)